# Thank You for Everything
"Thank You for Everything" là đĩa đơn thứ tư của Iwata Sayuri được phát hành vào 2005. Nó được sử dụng làm bài hát kết thúc thứ 23 của anime Thám tử lừng danh Conan từ tập 417. 

## Danh sách bài hát
1. "Thank You for Everything"
2. "Honto no Egao Honto no Kimochi" (ホントの笑顔 ホントの気持ち)
3. "Thank You for Everything" - TV version
4. "Thank You for Everything" - Instrumental